# Fagales

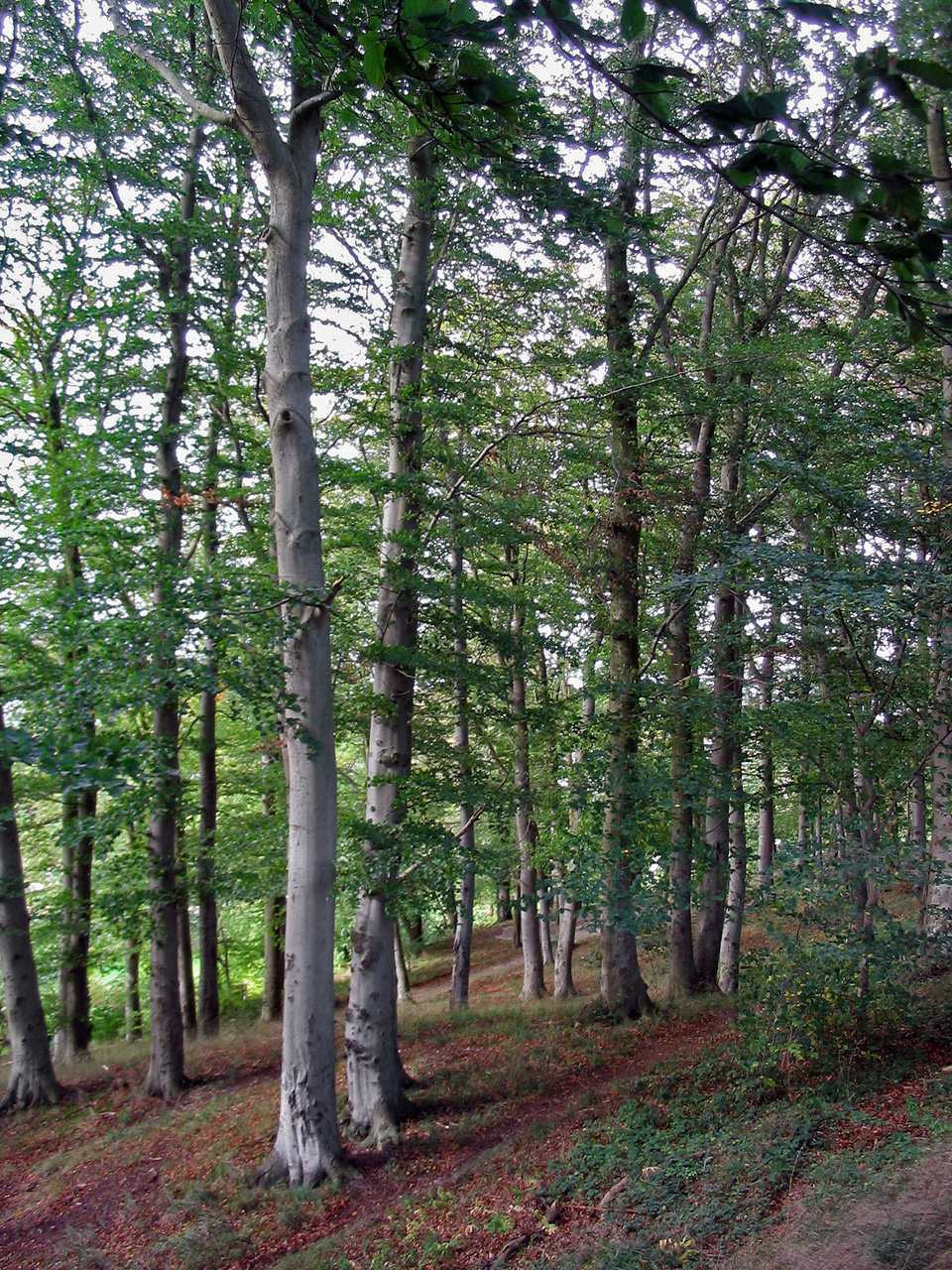
Fagus sylvatica.

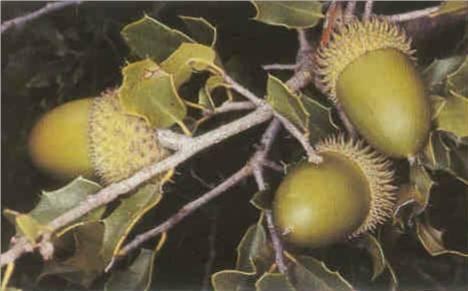
Frutos de Quercus coccifera.

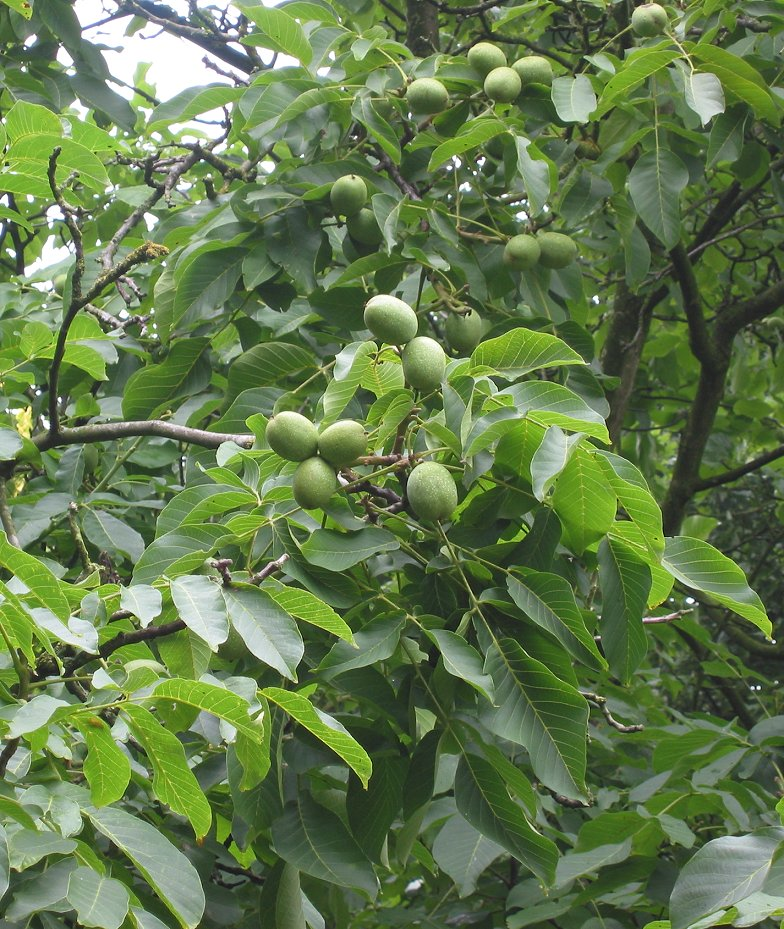
Frutos (nozes) de Juglans regia.

Fagales é uma ordem de plantas com flores pertencente ao clado das rosídeas da classe Magnoliopsida (as dicotiledóneas). O grupo inclui 7 famílias, com 33 géneros e 1 175 espécies, muitas das quais árvores conhecidas e comuns, entre as quais a nogueira, o sobreiro e a azinheira. O nome da ordem deriva do nome genérico Fagus, o género que inclui as faias.

## Descrição
Na sua presente circunscrição taxonómica, a ordem Fagales inclui 8 famílias maioritariamente constituídas por plantas lenhosas, de hábito arbóreo ou arbustivo, maioritariamente árvores de média a grandes dimensões (mesofanerófitos e macrofanerófitos). A maioria das espécies que integram este grupo vive em simbiose com micorrizas que colonizam as suas raízes, especialmente as formadas por bactérias diazotróficas do género Frankia, sem as quais as árvores ficam débeis e frequentemente morrem.
A maioria das espécie apresenta escamas sobre as gemas foliares, folhas com margem dentado, com nervuras secundárias que ligam directamente a dentes não glandulares, com as nervura de maior ordem a convergir para estes pontos.
São plantas monoicas, com flores unissexuais muito pequenas, agrupadas em inflorescências cimosas, em geral espigas ou amentilhos erectos ou pêndulos, mas por vezes com as flores femininas solitárias ou formando grupos reduzidos (nas Fagaceae). As tépalas são muito reduzidas ou ausentes, sem nectários. As flores estaminadas com o androceu oposto ao perianto. As flores carpelares com estilete íntegro, estigma em geral decorrente, linear, seco. Em geral apresentam dois óvuloss anátropos por carpelo,  pobremente desenvolvidos até à polinização, dois por carpelo, pêndulos, epítropos, unitegumentados. A polinização é principalmente anemófila.
O fruto é geralmente seco, com sementes com embrião bem desenvolvido, com cotilédones grandes.[carece de fontes?]
Esta ordem inclui famílias com espécies de árvores muito conhecidas, algumas delas com grande importância económica, nomeadamente a família Fagaceae (família das faias, carvalhos, sobreiros e castanheiros) e a família Betulaceae (família das bétulas e da avelaneira). Do ponto de vista ecológico é um grupo importante porque algumas das suas espécies são formadoras de bosques no Hemisfério Norte, modificando o habitat e criando condições para que um número elevado de outras espécies possam ocorrer.
A ordem tem distribuição cosmopolita, ocorrendo em todos os continentes à excepção da Antárctida. Muitas das suas espécies apresentam grande interesse florestal, sendo utilizadas para produção de madeiras, permitindo o crescimento de cogumelos comestíveis nas suas raízes, produzindo frutos comestíveis por humanos e animais. Algumas espécies são utilizadas em jardinagem e paisagismo, incluindo a florestação urbana.

## Filogenia e sistemática

### Filogenia
A ordem Fagales pertence ao clado das rosídeas, um agrupamento filogenético das dicotiledóneas, no qual é o grupo irmão das Cucurbitales. O enquadramento da ordem Fagales no clado das eurosídeas (ou fabids) é o que consta do seguinte cladograma:
|  | Rosales                                                  |
|  |                                                          |
|  | \| \| Fagales \| \| \| \| \| \| Cucurbitales \| \| \| \| |
|  |                                                          |
|  | Fagales                                                  |
|  |                                                          |
|  | Cucurbitales                                             |
|  |                                                          |

|  | Fagales      |
|  |              |
|  | Cucurbitales |
|  |              |

|  | Rosales                                                  |
|  |                                                          |
|  | \| \| Fagales \| \| \| \| \| \| Cucurbitales \| \| \| \| |
|  |                                                          |
|  | Fagales                                                  |
|  |                                                          |
|  | Cucurbitales                                             |
|  |                                                          |

|  | Fagales      |
|  |              |
|  | Cucurbitales |
|  |              |

|  | Celastrales                                                 |
|  |                                                             |
|  | \| \| Malpighiales \| \| \| \| \| \| Oxalidales \| \| \| \| |
|  |                                                             |
|  | Malpighiales                                                |
|  |                                                             |
|  | Oxalidales                                                  |
|  |                                                             |

|  | Malpighiales |
|  |              |
|  | Oxalidales   |
|  |              |

|  | Rosales                                                  |
|  |                                                          |
|  | \| \| Fagales \| \| \| \| \| \| Cucurbitales \| \| \| \| |
|  |                                                          |
|  | Fagales                                                  |
|  |                                                          |
|  | Cucurbitales                                             |
|  |                                                          |

|  | Fagales      |
|  |              |
|  | Cucurbitales |
|  |              |

|  | Rosales                                                  |
|  |                                                          |
|  | \| \| Fagales \| \| \| \| \| \| Cucurbitales \| \| \| \| |
|  |                                                          |
|  | Fagales                                                  |
|  |                                                          |
|  | Cucurbitales                                             |
|  |                                                          |

|  | Fagales      |
|  |              |
|  | Cucurbitales |
|  |              |

|  | Celastrales                                                 |
|  |                                                             |
|  | \| \| Malpighiales \| \| \| \| \| \| Oxalidales \| \| \| \| |
|  |                                                             |
|  | Malpighiales                                                |
|  |                                                             |
|  | Oxalidales                                                  |
|  |                                                             |

|  | Malpighiales |
|  |              |
|  | Oxalidales   |
|  |              |

|  | Rosales                                                  |
|  |                                                          |
|  | \| \| Fagales \| \| \| \| \| \| Cucurbitales \| \| \| \| |
|  |                                                          |
|  | Fagales                                                  |
|  |                                                          |
|  | Cucurbitales                                             |
|  |                                                          |

|  | Fagales      |
|  |              |
|  | Cucurbitales |
|  |              |

|  | Rosales                                                  |
|  |                                                          |
|  | \| \| Fagales \| \| \| \| \| \| Cucurbitales \| \| \| \| |
|  |                                                          |
|  | Fagales                                                  |
|  |                                                          |
|  | Cucurbitales                                             |
|  |                                                          |

|  | Fagales      |
|  |              |
|  | Cucurbitales |
|  |              |

|  | Celastrales                                                 |
|  |                                                             |
|  | \| \| Malpighiales \| \| \| \| \| \| Oxalidales \| \| \| \| |
|  |                                                             |
|  | Malpighiales                                                |
|  |                                                             |
|  | Oxalidales                                                  |
|  |                                                             |

|  | Malpighiales |
|  |              |
|  | Oxalidales   |
|  |              |

|  | Rosales                                                  |
|  |                                                          |
|  | \| \| Fagales \| \| \| \| \| \| Cucurbitales \| \| \| \| |
|  |                                                          |
|  | Fagales                                                  |
|  |                                                          |
|  | Cucurbitales                                             |
|  |                                                          |

|  | Fagales      |
|  |              |
|  | Cucurbitales |
|  |              |

|  | Rosales                                                  |
|  |                                                          |
|  | \| \| Fagales \| \| \| \| \| \| Cucurbitales \| \| \| \| |
|  |                                                          |
|  | Fagales                                                  |
|  |                                                          |
|  | Cucurbitales                                             |
|  |                                                          |

|  | Fagales      |
|  |              |
|  | Cucurbitales |
|  |              |

|  | Celastrales                                                 |
|  |                                                             |
|  | \| \| Malpighiales \| \| \| \| \| \| Oxalidales \| \| \| \| |
|  |                                                             |
|  | Malpighiales                                                |
|  |                                                             |
|  | Oxalidales                                                  |
|  |                                                             |

|  | Malpighiales |
|  |              |
|  | Oxalidales   |
|  |              |

### Sistemática
A ordem Fagales, ao incorporar, integralmente ou pro parte, diversas ordens e taxa similares que foram parte sistemas de classificação presentemente considerados obsoletos, tem uma rica sinonímia taxonómica, a qual inclui:  Juglandineae Thorne & Reveal,  Myricineae Thorne & Reveal,  Betulales Martius,  Carpinales Döll,  Casuarinales Berchtold & J. Presl,  Corylales Dumortier,  Juglandales Berchtold & J. Presl,  Myricales Martius,  Nothofagales Doweld,  Quercales Burnett,  Rhoipteleales Reveal,  Casuarinanae Reveal & Doweld, Platycaryaceae Doweld, Faganae Takhtajan e  Juglandanae Reveal.
O antigo sistema de Cronquist incluía nas Fagales apenas quatro famílias (Betulaceae, Corylaceae, Fagaceae e Ticodendraceae), sendo que a família Corylaceae foi entretanto incluída nas Betulaceae. Esta estrutura foi adoptada pela maioria dos sistemas de classificação de base morfológica, incluindo a World Checklist of Selected Plant Families. As restantes famílias estavam repartidas em três ordens diferentes, colocadas no grupo das Hamamelidae.  A antiga ordem Casuarinales continha apenas a família Casuarinaceae, as Juglandales apenas a família Juglandaceae e as  Rhoipteleaceae, ficando as restantes formas colocadas entre as Myricales (a que se juntava o género Balanops, hoje nas Balanopaceae, uma família da ordem Malpighiales).  Como os estudos de filogenética demonstraram que o então agrupamento Myricales, como era definido, era parafilético para os restantes grupos, as famílias foram reagrupadas numa ordem Fagales com a sua circunscrição alargada.
Na sua presente circunscrição taxonómica a ordem inclui as seguintes famílias:
- Betulaceae - bétulas e vidoeiros — com 2 subfamílias (Betuloideae Arnott; Coryloideae J.D.Hooker), 6 géneros com 145 espécies (Alnus, Betula, Carpinus, Corylus, Ostrya, Ostryopsis).
- Casuarinaceae - casuarinas — 4 géneros e 95 espécies (Allocasuarina L.A.S.Johnson; Casuarina L.; Gymnostoma L.A.S.Johnson (sin.: Quadrangula Baumann-Bodenheim); Ceuthostoma L.A.S.Johnson).
- Fagaceae - faias e carvalhos — 2 subfamílias (Fagoideae K.Koch; e Quercoideae Örsted), 7 géneros e 730-927 espécies (Castanea, Castanopsis, Chrysolepis, Colombobalanus, Fagus, Lithocarpus, Notholithocarpus, Quercus).
- Juglandaceae - nogueiras — 3 clados (Rhoipteleoideae Reveal, Engelhardtioideae Iljinskaya, e Juglandoideae Eaton), com 9 géneros e 51 espécies (Alfaroa, Carya, Cyclocarya, Engelhardia, Juglans, Oreomunnea,  Platycarya, Pterocarya, Rhoiptelea).
- Myricaceae - míricas — 4 géneros, c. 57 espécies (Canacomyrica Guillaumin; Comptonia Aiton; Myrica L. (sin.: Gale Duhamel); Morella Loureiro).
- Nothofagaceae - faias-do-sul — 1 género, c. 35 espécies,  nativas da Nova Guiné, sul da Austrália, Nova Zelândia e Chile (Nothofagus Blume; sin.: Calucechinus Hombr. & Jacquinot; Calusparassus Hombr. & Jacquinot; Fagaster Spach; Fuscospora (R. S. Hill & J. Read) Heenan & Smissen; Lophozonia Turczanowic; Pleiosyngyne Baumann-Bodenheim; Trisyngyne Baillon).
- Ticodendraceae - ticodendron — família monotípica, integrando apenas a espécie Ticodendron incognitum, da América Central.

A aplicação das técnicas da filogenética molecular sugere as seguinte relações entre as famílias que integram a ordem Fagales:
|  | Myricaceae   |
|  |              |
|  | Juglandaceae |
|  |              |

|  | \| \| Ticodendraceae \| \| \| \| \| \| Betulaceae \| \| \| \| |
|  |                                                               |
|  | Casuarinaceae                                                 |
|  |                                                               |
|  | Ticodendraceae                                                |
|  |                                                               |
|  | Betulaceae                                                    |
|  |                                                               |

|  | Ticodendraceae |
|  |                |
|  | Betulaceae     |
|  |                |

|  | Myricaceae   |
|  |              |
|  | Juglandaceae |
|  |              |

|  | \| \| Ticodendraceae \| \| \| \| \| \| Betulaceae \| \| \| \| |
|  |                                                               |
|  | Casuarinaceae                                                 |
|  |                                                               |
|  | Ticodendraceae                                                |
|  |                                                               |
|  | Betulaceae                                                    |
|  |                                                               |

|  | Ticodendraceae |
|  |                |
|  | Betulaceae     |
|  |                |

|  | Myricaceae   |
|  |              |
|  | Juglandaceae |
|  |              |

|  | \| \| Ticodendraceae \| \| \| \| \| \| Betulaceae \| \| \| \| |
|  |                                                               |
|  | Casuarinaceae                                                 |
|  |                                                               |
|  | Ticodendraceae                                                |
|  |                                                               |
|  | Betulaceae                                                    |
|  |                                                               |

|  | Ticodendraceae |
|  |                |
|  | Betulaceae     |
|  |                |

|  | Myricaceae   |
|  |              |
|  | Juglandaceae |
|  |              |

|  | \| \| Ticodendraceae \| \| \| \| \| \| Betulaceae \| \| \| \| |
|  |                                                               |
|  | Casuarinaceae                                                 |
|  |                                                               |
|  | Ticodendraceae                                                |
|  |                                                               |
|  | Betulaceae                                                    |
|  |                                                               |

|  | Ticodendraceae |
|  |                |
|  | Betulaceae     |
|  |                |

|  | Myricaceae   |
|  |              |
|  | Juglandaceae |
|  |              |

|  | \| \| Ticodendraceae \| \| \| \| \| \| Betulaceae \| \| \| \| |
|  |                                                               |
|  | Casuarinaceae                                                 |
|  |                                                               |
|  | Ticodendraceae                                                |
|  |                                                               |
|  | Betulaceae                                                    |
|  |                                                               |

|  | Ticodendraceae |
|  |                |
|  | Betulaceae     |
|  |                |

|  | Myricaceae   |
|  |              |
|  | Juglandaceae |
|  |              |

|  | \| \| Ticodendraceae \| \| \| \| \| \| Betulaceae \| \| \| \| |
|  |                                                               |
|  | Casuarinaceae                                                 |
|  |                                                               |
|  | Ticodendraceae                                                |
|  |                                                               |
|  | Betulaceae                                                    |
|  |                                                               |

|  | Ticodendraceae |
|  |                |
|  | Betulaceae     |
|  |                |

|  | Myricaceae   |
|  |              |
|  | Juglandaceae |
|  |              |

|  | \| \| Ticodendraceae \| \| \| \| \| \| Betulaceae \| \| \| \| |
|  |                                                               |
|  | Casuarinaceae                                                 |
|  |                                                               |
|  | Ticodendraceae                                                |
|  |                                                               |
|  | Betulaceae                                                    |
|  |                                                               |

|  | Ticodendraceae |
|  |                |
|  | Betulaceae     |
|  |                |

|  | Myricaceae   |
|  |              |
|  | Juglandaceae |
|  |              |

|  | \| \| Ticodendraceae \| \| \| \| \| \| Betulaceae \| \| \| \| |
|  |                                                               |
|  | Casuarinaceae                                                 |
|  |                                                               |
|  | Ticodendraceae                                                |
|  |                                                               |
|  | Betulaceae                                                    |
|  |                                                               |

|  | Ticodendraceae |
|  |                |
|  | Betulaceae     |
|  |                |

|  | Myricaceae   |
|  |              |
|  | Juglandaceae |
|  |              |

|  | \| \| Ticodendraceae \| \| \| \| \| \| Betulaceae \| \| \| \| |
|  |                                                               |
|  | Casuarinaceae                                                 |
|  |                                                               |
|  | Ticodendraceae                                                |
|  |                                                               |
|  | Betulaceae                                                    |
|  |                                                               |

|  | Ticodendraceae |
|  |                |
|  | Betulaceae     |
|  |                |

|  | Myricaceae   |
|  |              |
|  | Juglandaceae |
|  |              |

|  | \| \| Ticodendraceae \| \| \| \| \| \| Betulaceae \| \| \| \| |
|  |                                                               |
|  | Casuarinaceae                                                 |
|  |                                                               |
|  | Ticodendraceae                                                |
|  |                                                               |
|  | Betulaceae                                                    |
|  |                                                               |

|  | Ticodendraceae |
|  |                |
|  | Betulaceae     |
|  |                |

|  | Myricaceae   |
|  |              |
|  | Juglandaceae |
|  |              |

|  | \| \| Ticodendraceae \| \| \| \| \| \| Betulaceae \| \| \| \| |
|  |                                                               |
|  | Casuarinaceae                                                 |
|  |                                                               |
|  | Ticodendraceae                                                |
|  |                                                               |
|  | Betulaceae                                                    |
|  |                                                               |

|  | Ticodendraceae |
|  |                |
|  | Betulaceae     |
|  |                |

|  | Myricaceae   |
|  |              |
|  | Juglandaceae |
|  |              |

|  | \| \| Ticodendraceae \| \| \| \| \| \| Betulaceae \| \| \| \| |
|  |                                                               |
|  | Casuarinaceae                                                 |
|  |                                                               |
|  | Ticodendraceae                                                |
|  |                                                               |
|  | Betulaceae                                                    |
|  |                                                               |

|  | Ticodendraceae |
|  |                |
|  | Betulaceae     |
|  |                |

|  | Myricaceae   |
|  |              |
|  | Juglandaceae |
|  |              |

|  | \| \| Ticodendraceae \| \| \| \| \| \| Betulaceae \| \| \| \| |
|  |                                                               |
|  | Casuarinaceae                                                 |
|  |                                                               |
|  | Ticodendraceae                                                |
|  |                                                               |
|  | Betulaceae                                                    |
|  |                                                               |

|  | Ticodendraceae |
|  |                |
|  | Betulaceae     |
|  |                |

|  | Myricaceae   |
|  |              |
|  | Juglandaceae |
|  |              |

|  | \| \| Ticodendraceae \| \| \| \| \| \| Betulaceae \| \| \| \| |
|  |                                                               |
|  | Casuarinaceae                                                 |
|  |                                                               |
|  | Ticodendraceae                                                |
|  |                                                               |
|  | Betulaceae                                                    |
|  |                                                               |

|  | Ticodendraceae |
|  |                |
|  | Betulaceae     |
|  |                |

|  | Myricaceae   |
|  |              |
|  | Juglandaceae |
|  |              |

|  | \| \| Ticodendraceae \| \| \| \| \| \| Betulaceae \| \| \| \| |
|  |                                                               |
|  | Casuarinaceae                                                 |
|  |                                                               |
|  | Ticodendraceae                                                |
|  |                                                               |
|  | Betulaceae                                                    |
|  |                                                               |

|  | Ticodendraceae |
|  |                |
|  | Betulaceae     |
|  |                |

|  | Myricaceae   |
|  |              |
|  | Juglandaceae |
|  |              |

|  | \| \| Ticodendraceae \| \| \| \| \| \| Betulaceae \| \| \| \| |
|  |                                                               |
|  | Casuarinaceae                                                 |
|  |                                                               |
|  | Ticodendraceae                                                |
|  |                                                               |
|  | Betulaceae                                                    |
|  |                                                               |

|  | Ticodendraceae |
|  |                |
|  | Betulaceae     |
|  |                |

## Galeria

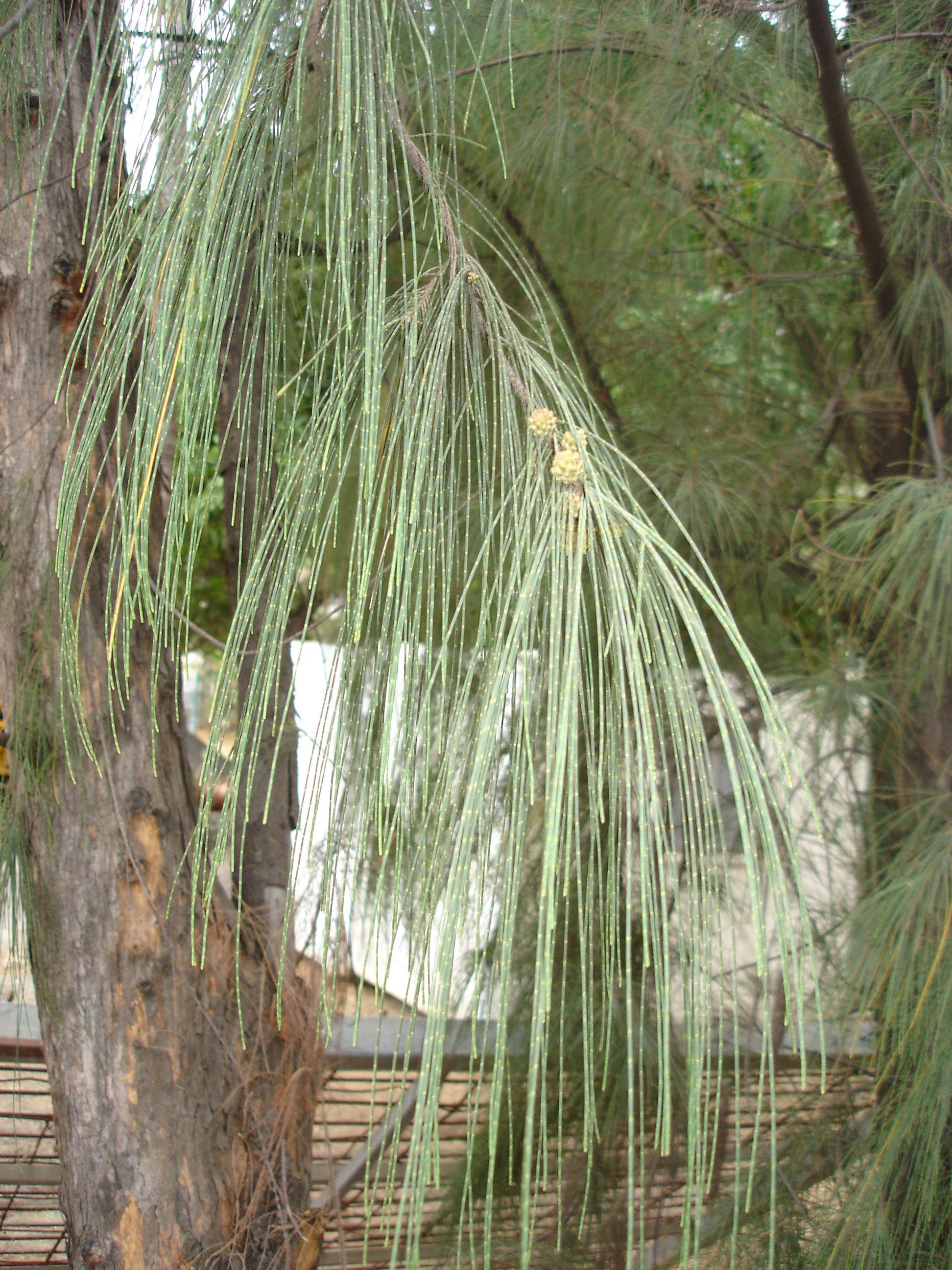
Casuarina equisetifolia.
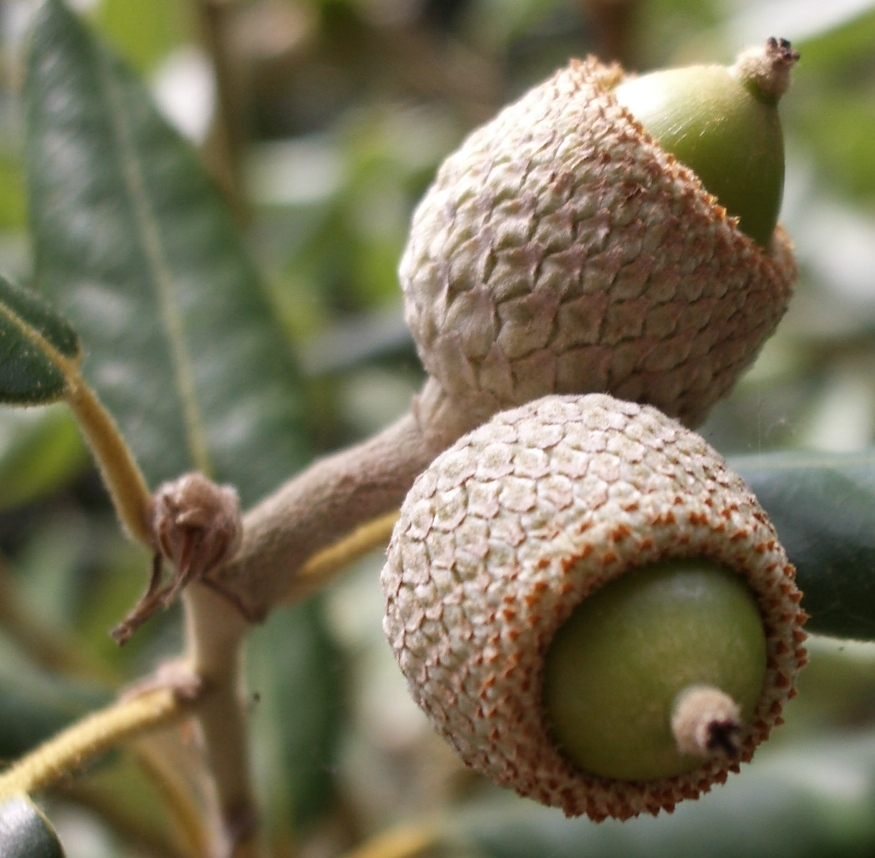
Quercus ilex.
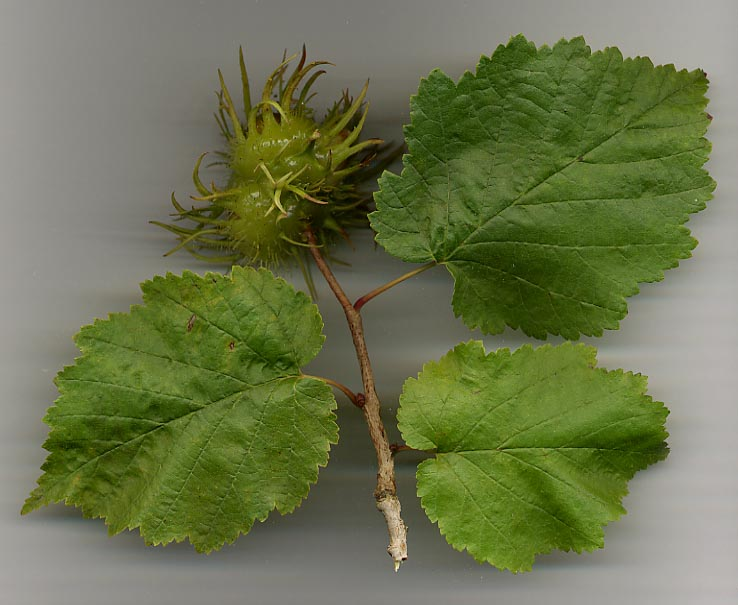
Corylus colurna.
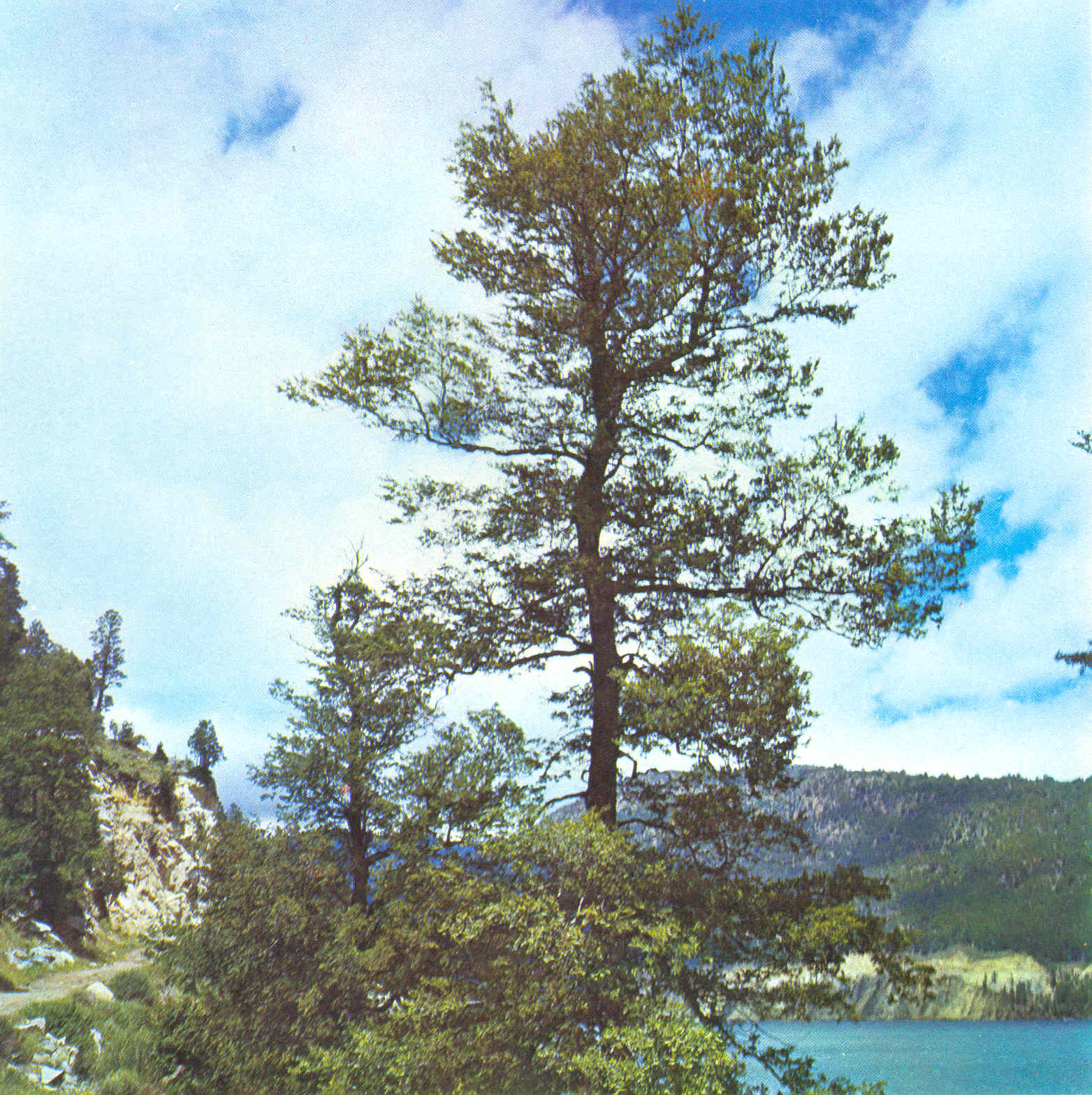
Nothofagus obliqua.
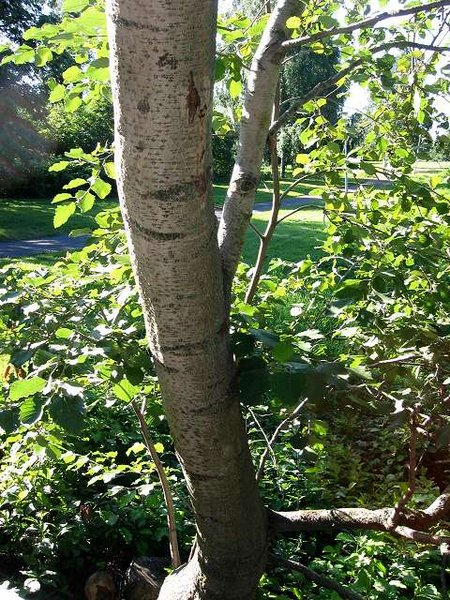
Alnus incana.
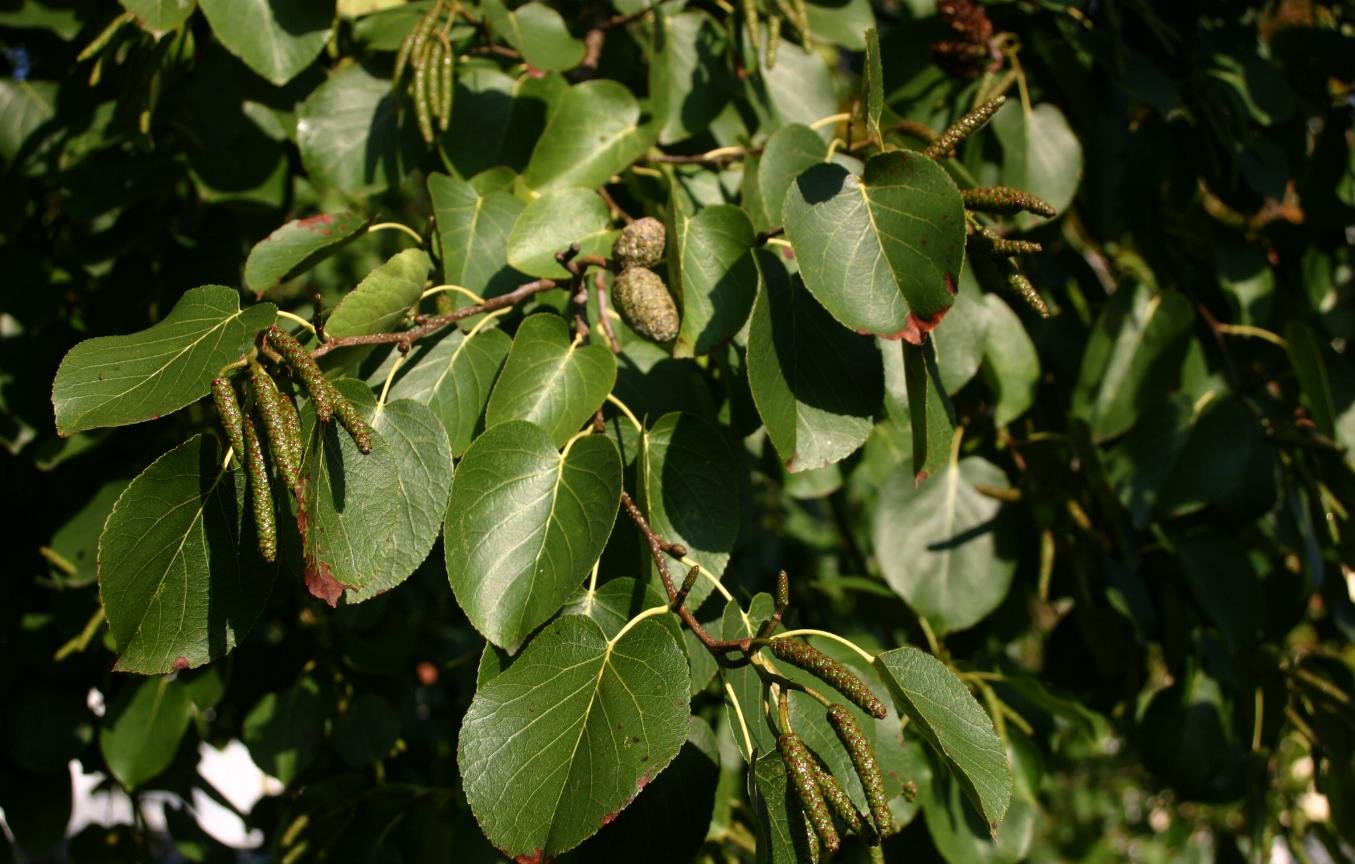
Folhagem de Alnus cordata.
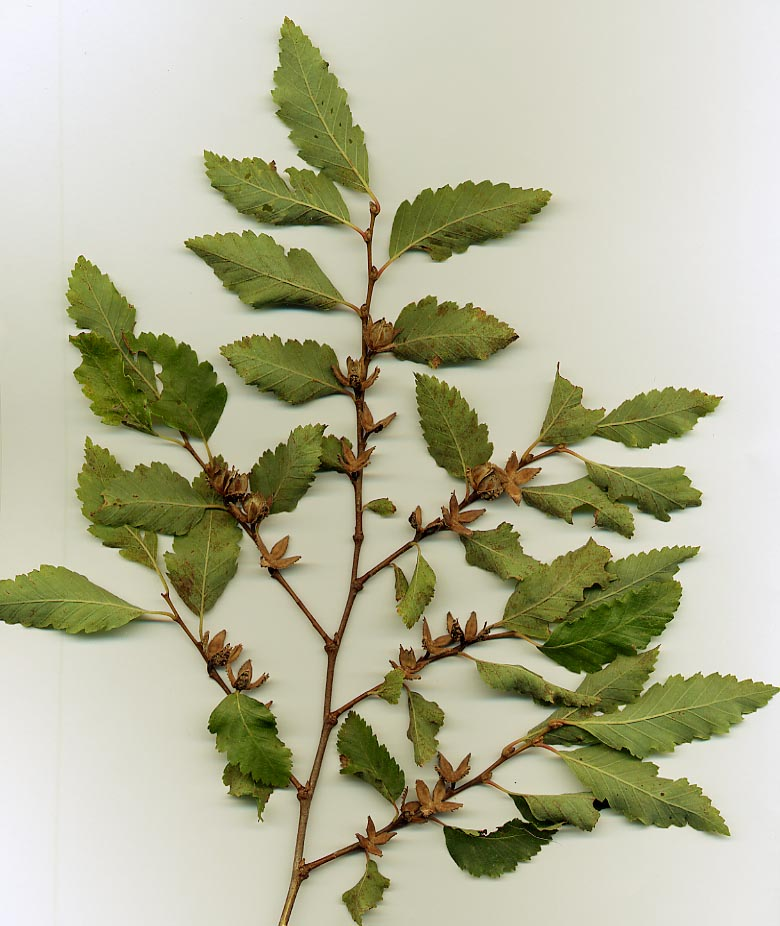
Nothofagus obliqua.
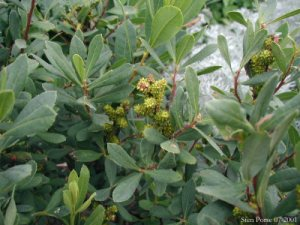
Myrica gale.
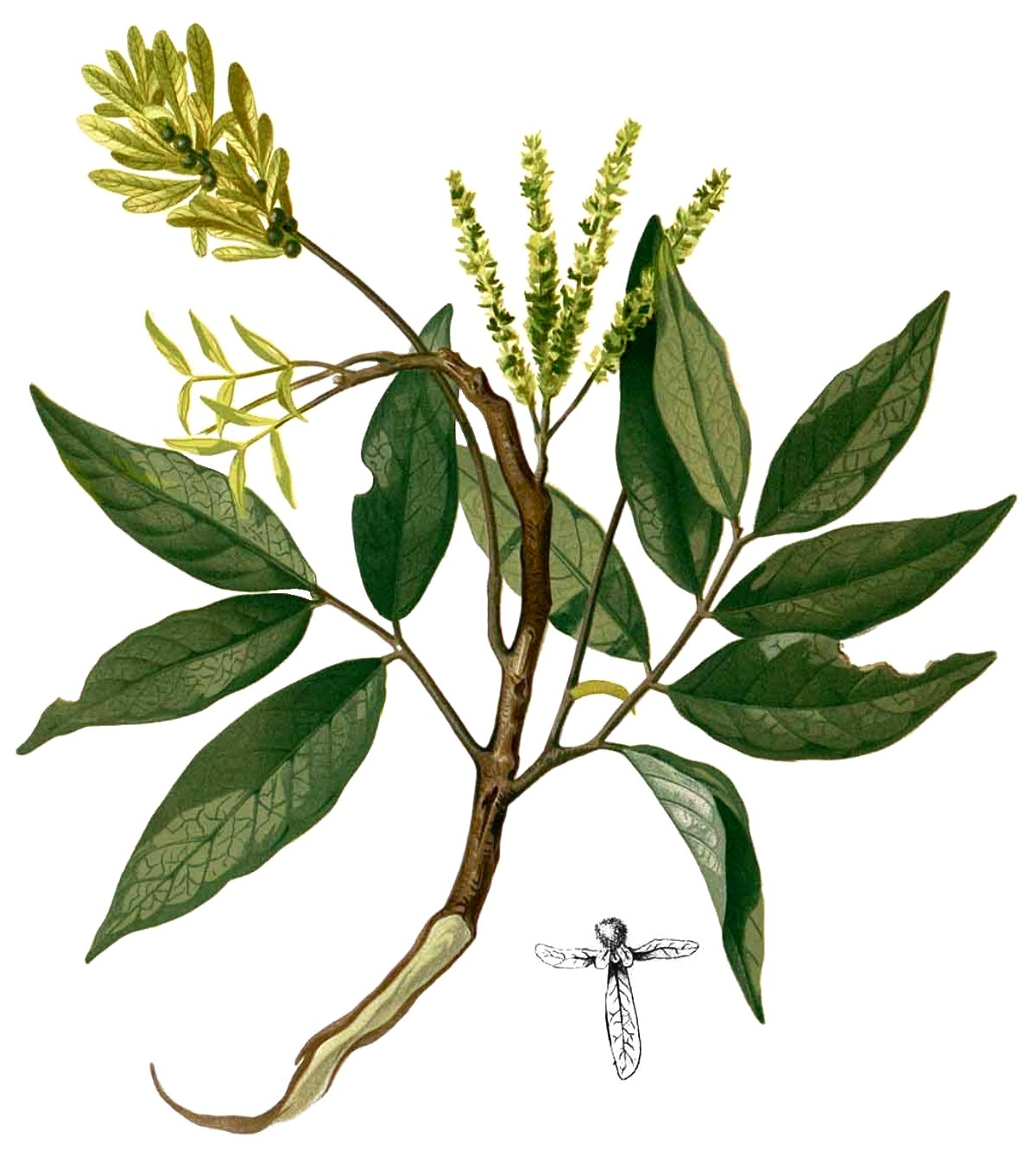
Engelhardtia spicata.